# Madonna col Bambino, san Giovanni e l'angelo
La Madonna col Bambino, san Giovanni e l'angelo è un dipinto tempera ed olio su tavola realizzato da Marco d'Oggiono, esposto alla pinacoteca del Castello Sforzesco di Milano.

## Storia e descrizione
Il quadro, autografo sul retro con un'iscrizione in lingua greca, fu dipinto da Marco d'Oggiono, allievo di Leonardo Da Vinci, attorno al 1510: sebbene sul retro venga indicato come destinatario un tale Giulio, non è ancora chiaro chi fosse costui; alcune ipotesi portano al cardinale Giuliano della Rovere, già in passato committente del pittore. Il quadro riprende con molta fedeltà lo schema compositivo della prima Vergine delle Rocce del maestro fiorentino, mentre il retro è curiosamente dipinto con delle grottesche. Le differenze più profonde con l'originale leonardesco si rivelano nel paesaggio, dai toni più domestici, come nella cosiddetta "Vergine delle Rocce di Affori" custodita nella Chiesa di Santa Giustina (Milano). 